# Jindřich Kovařík
Jindřich Kovařík (12. června 1928 Plzeň – 8. srpna 2019) byl český malíř, ilustrátor, grafik a typograf.

## Život
Jindřich Kovařík vystudoval v letech 1948–1953 v Praze Státní grafickou školu a Vysokou školu umělecko-průmyslovou pod vedením profesora Josefa Nováka. Od roku 1952 se věnuje knižní ilustraci, většinou pro dětské čtenáře. Jako typograf a ilustrátor pracoval pro celou řadu nakladatelství. Po období svobodného povolání se v letech 1968–1988 stal výtvarným redaktorem nakladatelství Albatros. Své ilustrace publikoval také v časopisech Zlatý máj, Mateřídouška, Sluníčko, Ohníček a Pionýr. Ilustroval více než 140 publikací a jako spoluautor se podílel na patnácti animovaných kreslených filmech. Byl členem SČUG Hollar, SVU Mánes a od roku 1990 Klubu ilustrátorů dětské knihy. Svou tvorbou byl zastoupen na dvaceti autorských a na více než 130 společných výstavách doma i v zahraničí. Za svou práci získal celou řadu ocenění. Žil v Praze, zabýval se volnou grafikou, malbou, ilustrátorskou a plakátovou tvorbou. Zemřel 8. srpna 2019.

## Ocenění
- 1975 Zlatá medaile za výtvarnou spoluúčast na filmu Pozor! na festivalu ekofilmů ve Varně.[4]
- 1975 Nejkrásnější kniha ČSSR.[4]
- 1981 Nejkrásnější kniha ČSSR.[4]
- 1992 Cena Premio grafico za ilustrace na mezinárodním veletrhu dětské knihy v Bologni za ilustrace ke knize Tomáše Pěkného Havrane z kamene.[7]
- 1993 Zlatá stuha české sekce IBBY a Klubu ilustrátorů dětské knihy za ilustrace ke knize Magdaleny Propperové Knížka za vysvědčení.[8]
- 1995 Zlatá stuha za ilustrace ke knize Karla Poláčka Bylo nás pět.[8]
- 1999 Nakladatelská cenu Albatrosu za celoživotní práci s dětskou knihou.[8]
- 2002 Zlatá stuha za ilustrace ke knize Marie Kšajtové Zápisník Norberta Borovičky.[8]
- 2003 Zlatá stuha za celoživotní výtvarné dílo a přínos pro dětskou knihu.[8]
- 2008 Zlatá stuha za ilustrace ke knize Jiřího Havla Kdo má smysl pro nesmysl.[8]

## Z knižních ilustrací

### Česká literatura
| - Zdeněk a Věra Adlovi: Krásná a slavná (1961). - Jaroslav Boček: Čtyři kluci z Vraného (1982). - Ilona Borská: Martin a sedm dalekých moří (1982). - Michal Černík: Běžte do Prčic anebo jinam (2004). - Michal Černík: Tati, ty snad umíš čarovat (2007). - Karel Černý: Příběhy od Zlaté říčky (1963). - Vítězslav Hálek: Dětem (1059). - Jiří Havel: Kdo má smysl pro nesmysl (2007). - Jiří Havel: Překlepy a nedoklepy (2014). - Ignát Herrmann: Artur a Leontýna (1993). - Ignát Herrmann: Otec Kondelík a ženich Vejvara (1988). - Ignát Herrmann: Tchán Kondelík a zeť Vejvara (1994). - Ignát Herrmann: Vdavky Nanynky Kulichovy (1991). - Ota Hofman: Klaun Ferdinand a raketa (1987). | - Antonín Jedlička: Knížka strýčka Jedličky (1974). - Jiří Kahoun: Moucha roku (2000). - Marie Kšajtová: Zápisník Norberta Borovičky (2001). - Nejkratší pohádky (2008). - Jaroslav Pecháček: Ostrov tisíce vůní (1978). - Tomáš Pěkný: Havrane z kamene (1990). - Karel Poláček: Bylo nás pět (1994). - Karel Poláček: Hostinec U kamenného stolu (1992). - Karel Poláček: Michelup a motocykl (1980). - Magdalena Propperová: Knížka za vysvědčení (1992). - Václav Říha: Povídka o svatbě krále Jana (1958). - Miloslav Stingl: Meli Antu, tvůj kamarád z Chile (1964). - Donát Šajner: Říkali mu uličník (1962). - Jan Vodňanský: Dejte mi pastelku, nakreslím pejska (1998). |

### Světová literatura
| - Charles Dickens: Vánoční povídky (1984). - Arkadij Gajdar: Osudy bubeníkovy (1960). - Leon Garfield: Jack Holborn (1993). - Leon Garfield: Tajemný John Diamond (1997). - Maria Konopnická: O trpaslících a Maryšce sirotě (1955). | - Louis Pergaud: Knoflíková válka (1977). - Ilf a Petrov: Dvanáct křesel (1987). - Bruno Traven: Lékař banditů (1967). - Charles Vildrac: Růžový ostrov (1971). |